# Sarifer seabrai
Sarifer seabrai là một loài bọ cánh cứng trong họ Cerambycidae.